# Azurina eupalama
Azurina eupalama és una espècie de peix de la família dels pomacèntrids i de l'ordre dels perciformes que es troba al Pacífic oriental central i a les Illes Galápagos.
Els mascles poden assolir els 15 cm de longitud total.